# Затворникът (минисериал)
„Затворникът“ (на английски: The Prisoner) е телевизионен минисериал, базиран на сериала „Затворникът“ от 60-те години. Съпродуциран е от американската кабелна мрежа AMC и британския канал ITV.

## Епизоди
| Номер | Заглавие               | Първо излъчване в САЩ | Първо излъчване в България |
| ----- | ---------------------- | --------------------- | -------------------------- |
| 1     | Пристигането (Arrival) | 15 ноември 2009 г.    | 26 април 2011 г.           |
| 2     | Хармония (Harmony)     | 15 ноември 2009 г.    | 3 май 2011 г.              |
| 3     | Наковалня (Anvil)      | 16 ноември 2009 г.    | 10 май 2011 г.             |
| 4     | Скъпа (Darling)        | 16 ноември 2009 г.    | 17 май 2011 г.             |
| 5     | Шизофрения (Schizoid)  | 17 ноември 2009 г.    | 24 май 2011 г.             |
| 6     | Шах и мат (Checkmate)  | 17 ноември 2009 г.    | 31 май 2011 г.             |

## „Затворникът“ в България
В България сериалът започна излъчване на 26 април 2011 г. по AXN, всеки вторник от 21:00 с повторение в сряда от 01:05 и неделя от 22:45. Последният епизод се излъчи на 31 май. Дублажът е на Графити Студио. Ролите се озвучават от артистите Милена Живкова, Любомир Младенов, Кристиян Фоков и Владимир Колев.